# Reparo (arquitetura)

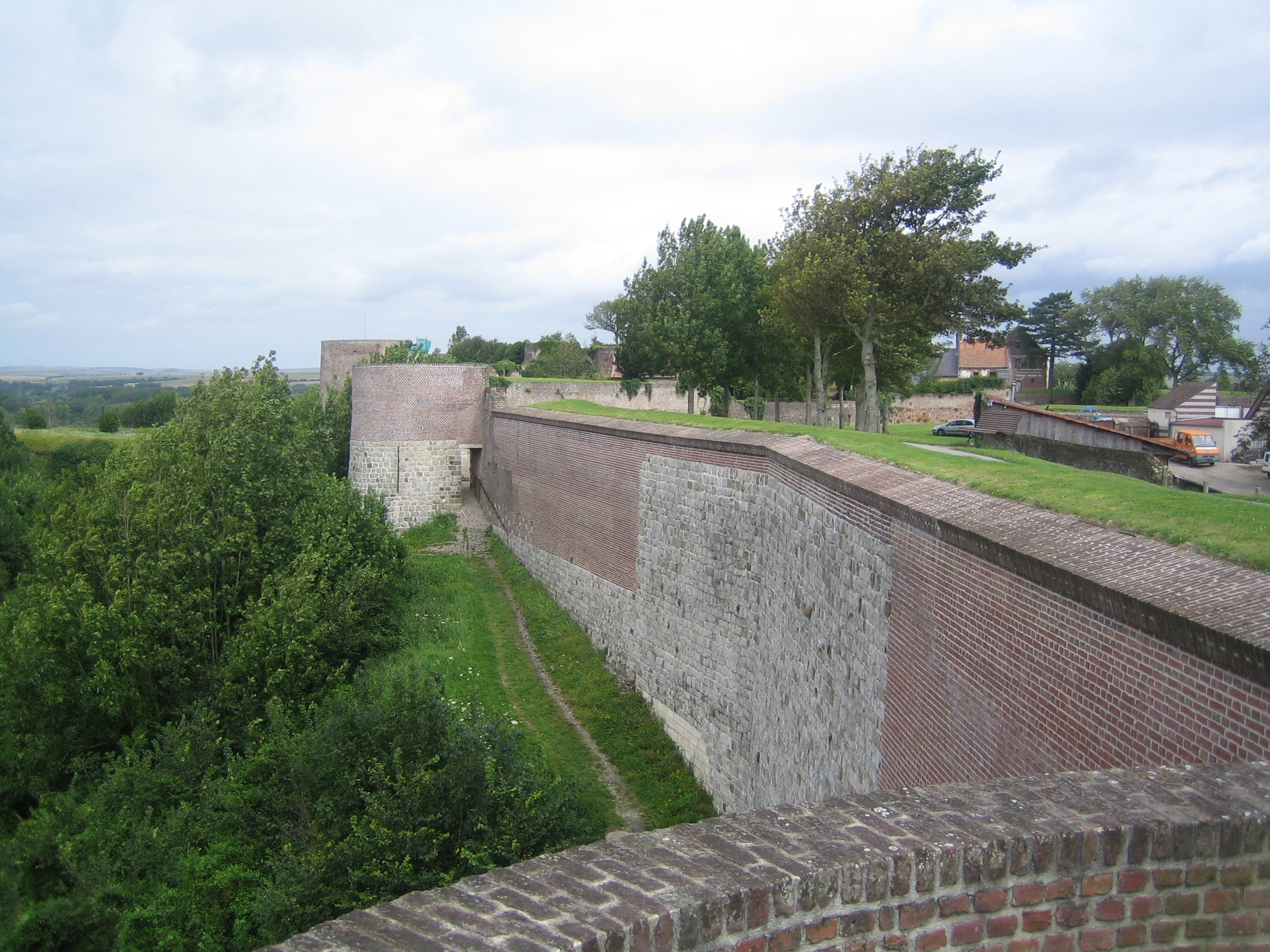
Reparo em Montreuil-sur-Mer, na França.

Denomina-se reparo, em arquitetura militar, a um maciço volumoso de terra e alvenarias, erguido à volta de uma fortificação, usualmente com a terra oriunda da escavação do fosso, ou então a qualquer defesa de praça militar, como uma trincheira, por exemplo.
Surgiu no século XVI em substituição às muralhas envolvendo cidades, ou cidadelas. É um elemento característico da arquitetura abaluartada, concebido tendo em conta o ataque, e principalmente a defesa, para resistir aos progressos da artilharia usando balas de ferro.
Contrariamente à muralha espessa inteiramente em alvenaria de pedra dos castelos e vilas medievais, o reparo é um simples muro de suporte contendo uma importante massa de terra, destinado a resistir à artilharia. A massa de terra absorve os choques dos tiros de artilharia recebidos, e amortece as vibrações da artilharia que defende a praça-forte.

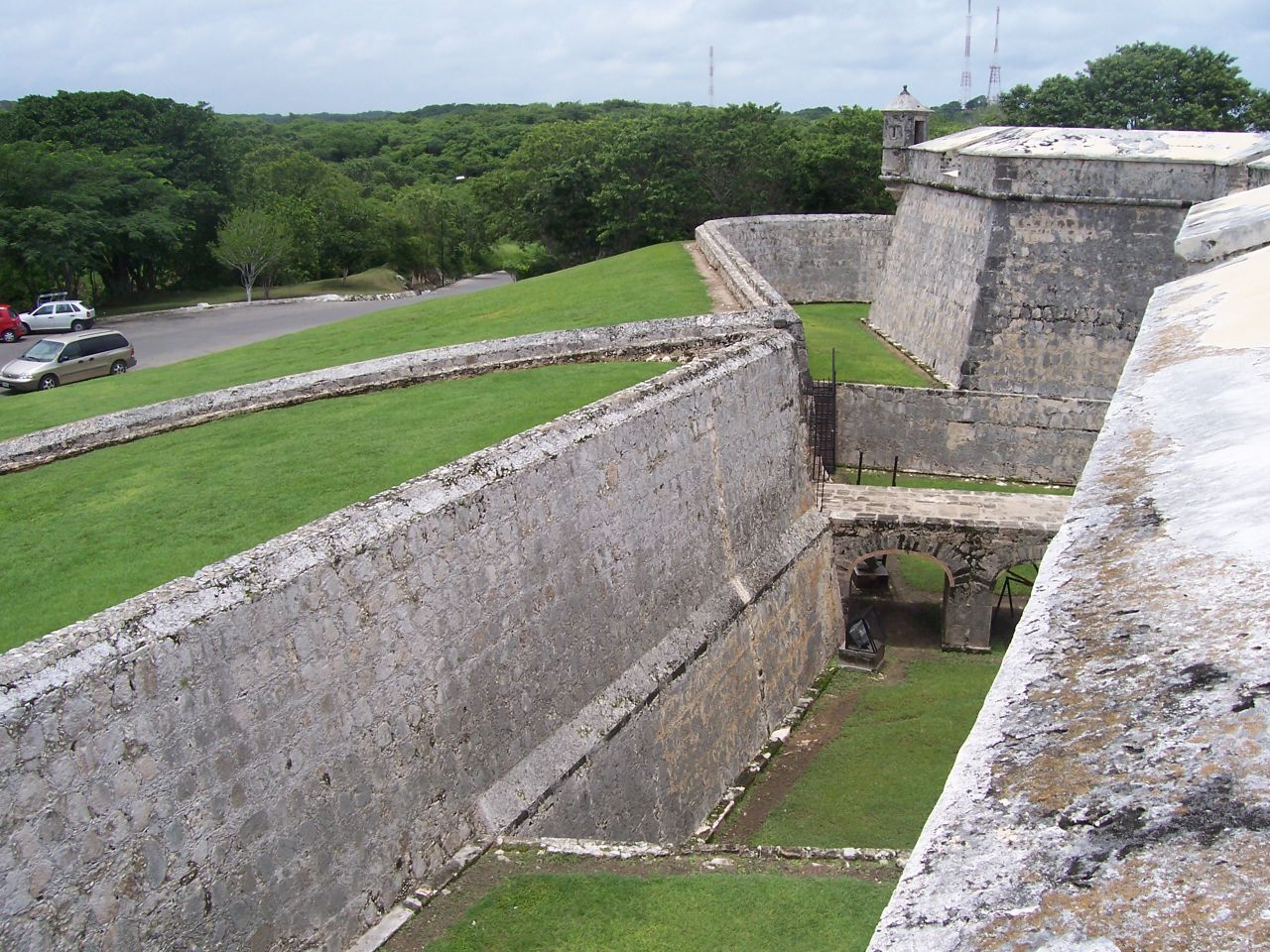
Reparo em Campeche, no México.

Normalmente, é composto pelos seguintes elementos: escarpa-interior, terrapleno, banqueta, parapeito, cordão e escarpa.